# Comillas

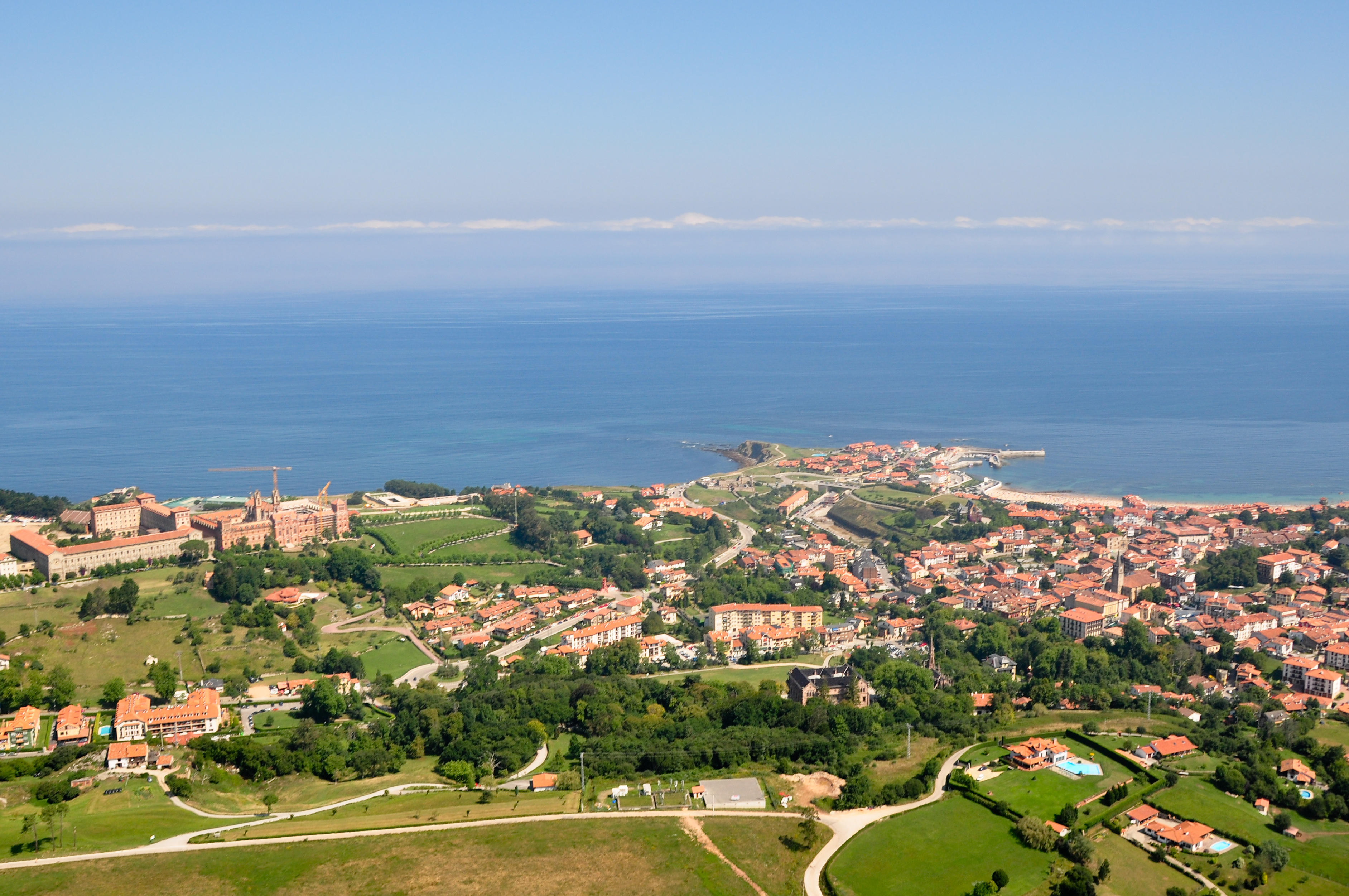
Zicht op Comillas

Comillas is een gemeente in de Spaanse provincie Cantabrië in de regio Cantabrië met een oppervlakte van 19 km². Het dorp ligt in het noordwestelijke deel van de regio aan de Golf van Biskaje. Comillas telt 2.228 inwoners (1 januari 2016).
In Comillas is het een officieel gebruik om de vlag van Cantabrië te vervangen door de Lábaro, een militaire standaard die de Keltische Cantabri gebruikten in het pre-Romeinse Spanje.

## Geschiedenis
De oudste documenten met betrekking tot Comillas dateren uit de 11e eeuw, hoewel de meeste verloren zijn gegaan na een brand in het stadhuis. 
In 1492, toen Leonor de la Vega stierf in Valladolid, verkreeg Íñigo López de Mendoza in 1444 van koning Johan II van Castilië de titel van markies van Santillana. Drie jaar later werd Comillas aan zijn bezit toegevoegd.
Een van de belangrijkste economische activiteiten was het vangen van walvissen. Ze waren aanwezig voor de kust van november tot maart. Langs de kust werden torens gebouwd en zodra een walvis werd gesignaleerd werd dit met rooksignalen, hoorns of vlaggen doorgegeven naar de schepen. De walvissen waarop werd gejaagd waren langzame zwemmers en bleven drijven zodra ze gedood waren door harpoenen. Ze werd naar het strand gesleept, die nog altijd bekend staat als "Piedra de la Ballena", en daar in stukken gehakt. In 1720 eindigde de walvisvangst.
Visserij was altijd een belangrijke activiteit. De vissersschepen werden op het strand gesleept, maar in 1603 werd begonnen met de aanleg van een kleine haven. Het kwam pas in 1716 gereed en bestaat nog altijd. In de tweede helft van de 19e eeuw werd het een aantrekkelijke bestemming voor badgasten. Het toerisme werd versterkt door het bezoek van koning Alfons XII van Spanje aan de plaats in 1881. Hij kwam vaker terug en door zijn aanwezigheid kwamen rijke industriëlen en aristocraten ook naar Comillas en bouwden daar hun huizen.
Tijdens de Spaanse Burgeroorlog was Comillas een doorgangsplaats voor de soldaten van beide kampen en de stad en gebouwen leden schade door het oorlogsgeweld.
Comillas was gericht op landbouw en visserij maar vanaf het begin van de 20e eeuw is toerisme de belangrijkste economische activiteit.

## Demografische ontwikkeling
Bron: INE; 1857-2011: volkstellingen

## Bezienswaardigheden
De Pauselijke Universiteit Comillas (Spaans: Universidad Pontificia Comillas) was sinds de oprichting in 1890 in Comillas gevestigd tot het naar Madrid verhuisde in 1969. Veel van de historische gebouwen zijn nog altijd aanwezig en worden gebruikt door de universiteit van Cantabrië.
In de plaats staat ook een bouwwerk van de Catalaanse architect Antoni Gaudí. El Capricho is een villa gebouwd tussen 1883 en 1885 in opdracht van Don Maxímo Díaz de Quijano.
Het paleis van Sobrellano was het werk van de Catalaanse architect Joan Martorell en werd in 1888 voltooid.

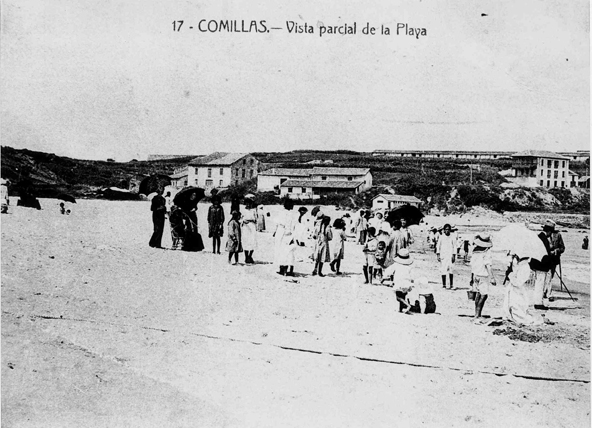
Strandbeeld in 1881
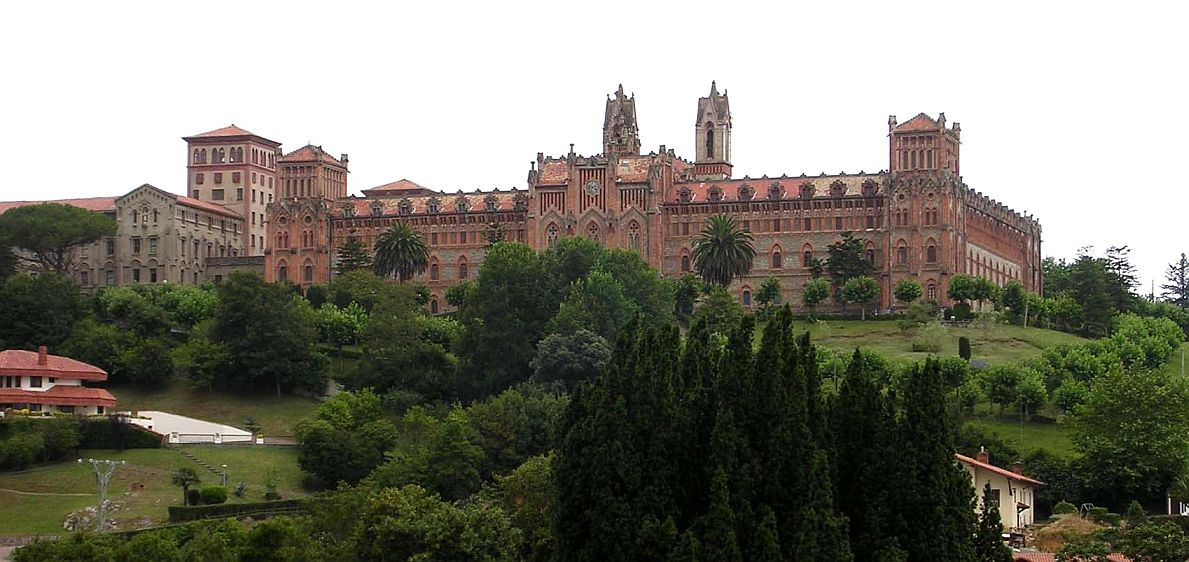
Universiteit
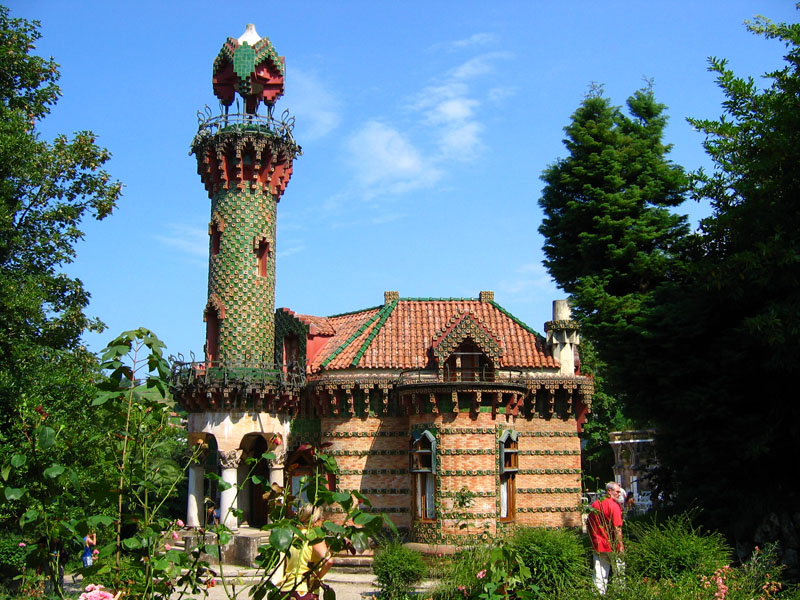
El Capricho
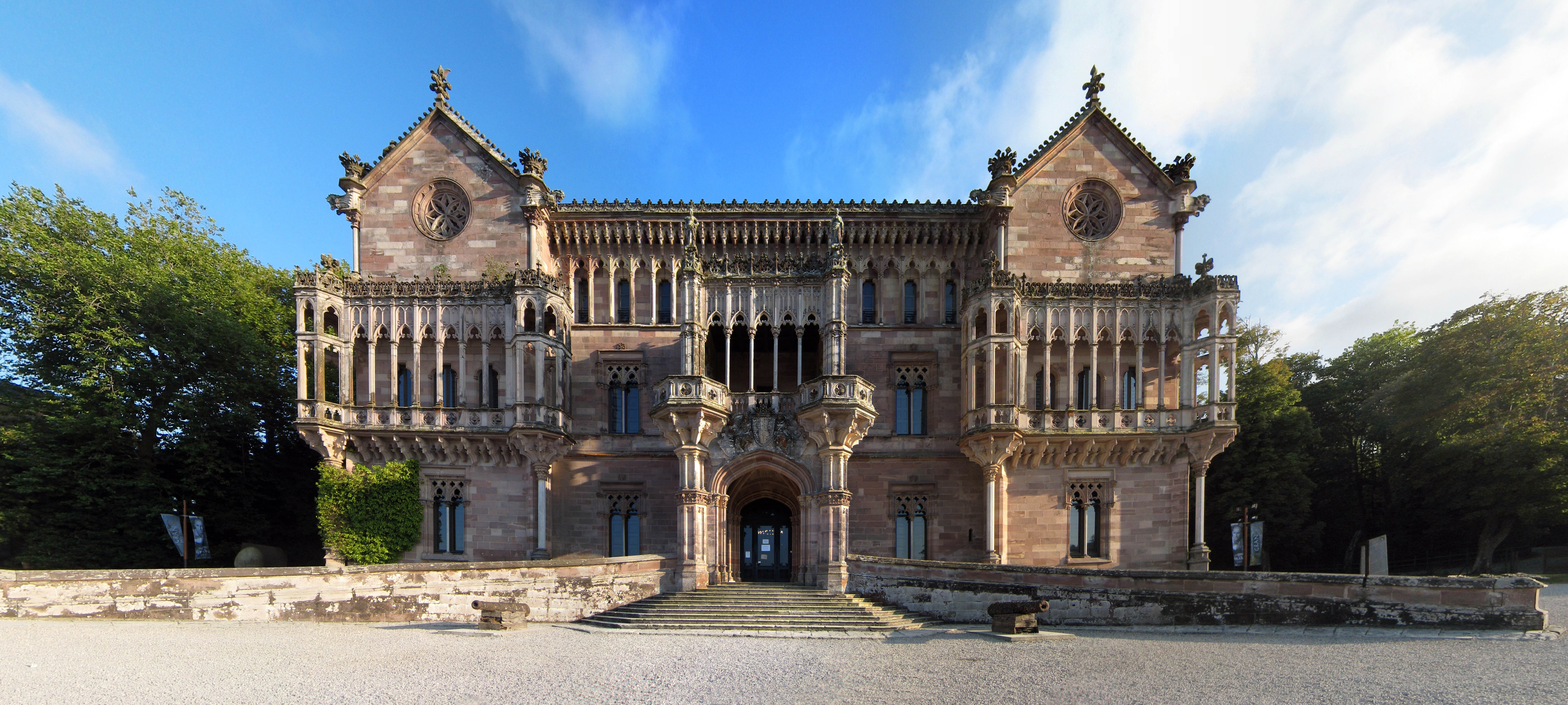
Palacio de Sobrellano
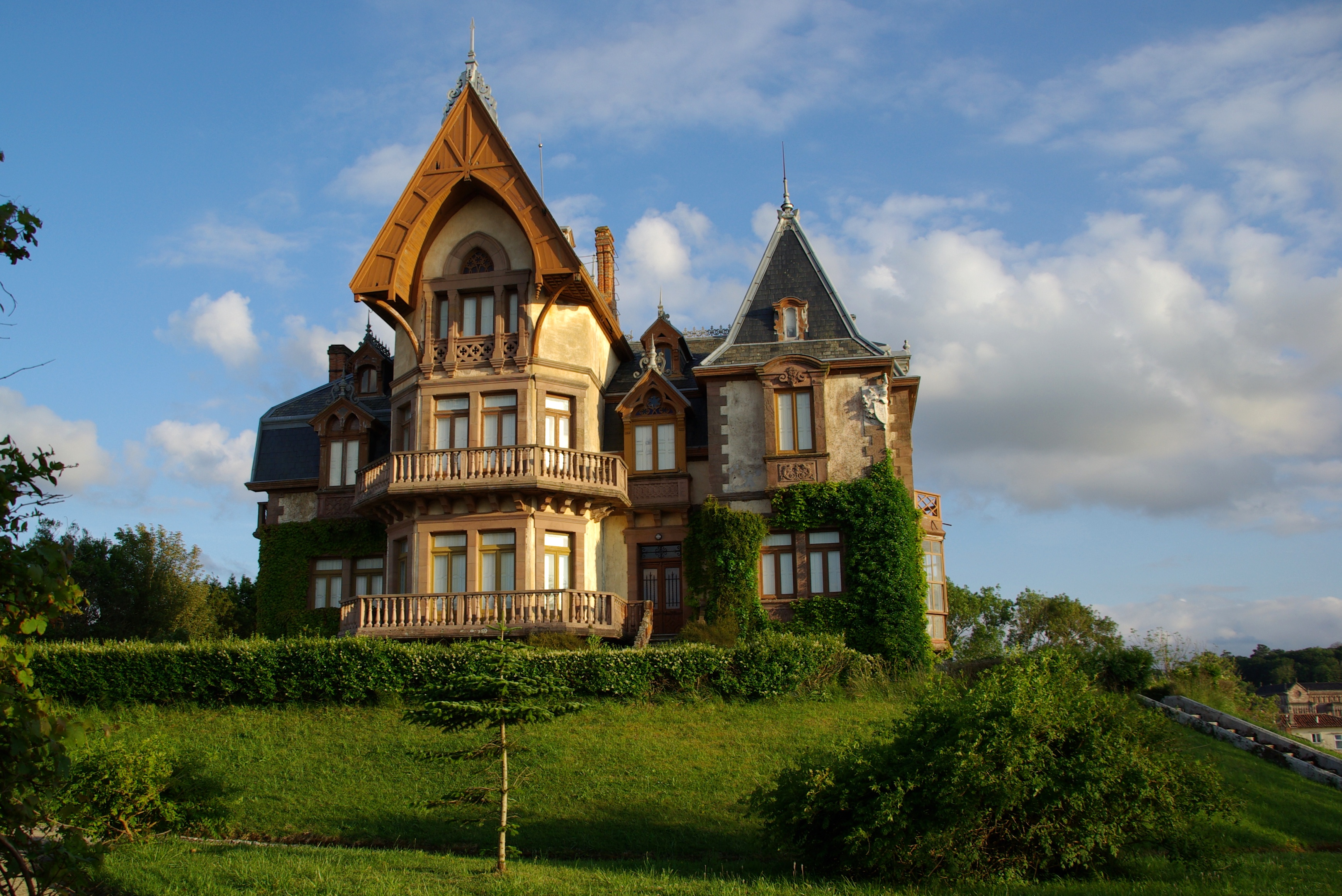
Casa del Duque de Almodóvar del Río